# Folkvangr

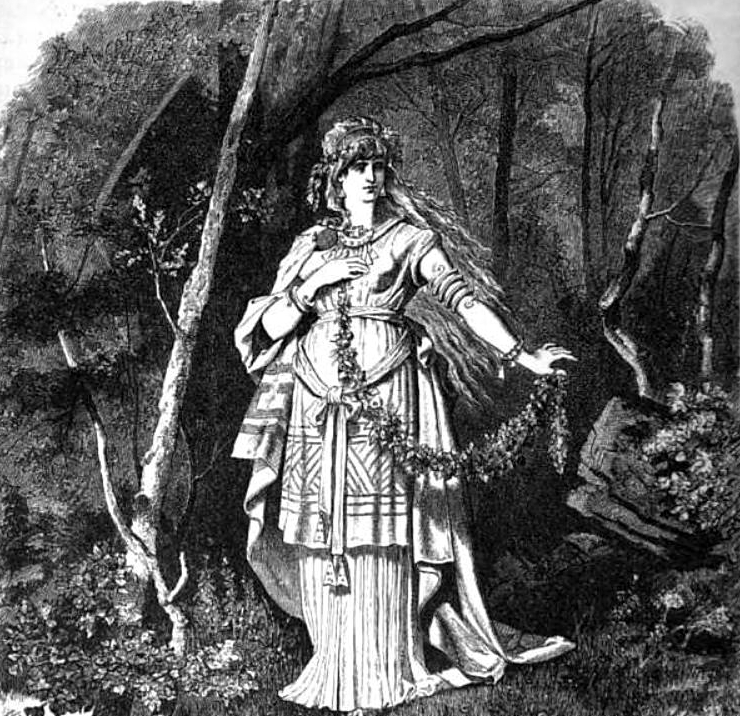
Freya getekend door C. E. Doepler.

In de Noordse mythologie was Folkvangr (Oudnoords voor Volksplein) de verblijfplaats van Freya in Asgaard. Volgens bronnen was dit een idyllisch land waar Sessrumnir zich tevens bevond. Extrapolatie van deze bronnen (vooral Gylfaginning) impliceert dat er continu liefdesliederen werden gespeeld. Maar Freya was ook degene die de helft van het aantal in de strijd gevallenen ontving. Daardoor is er ook een martiale bijklank aan haar verblijf. 